# Cao Pi

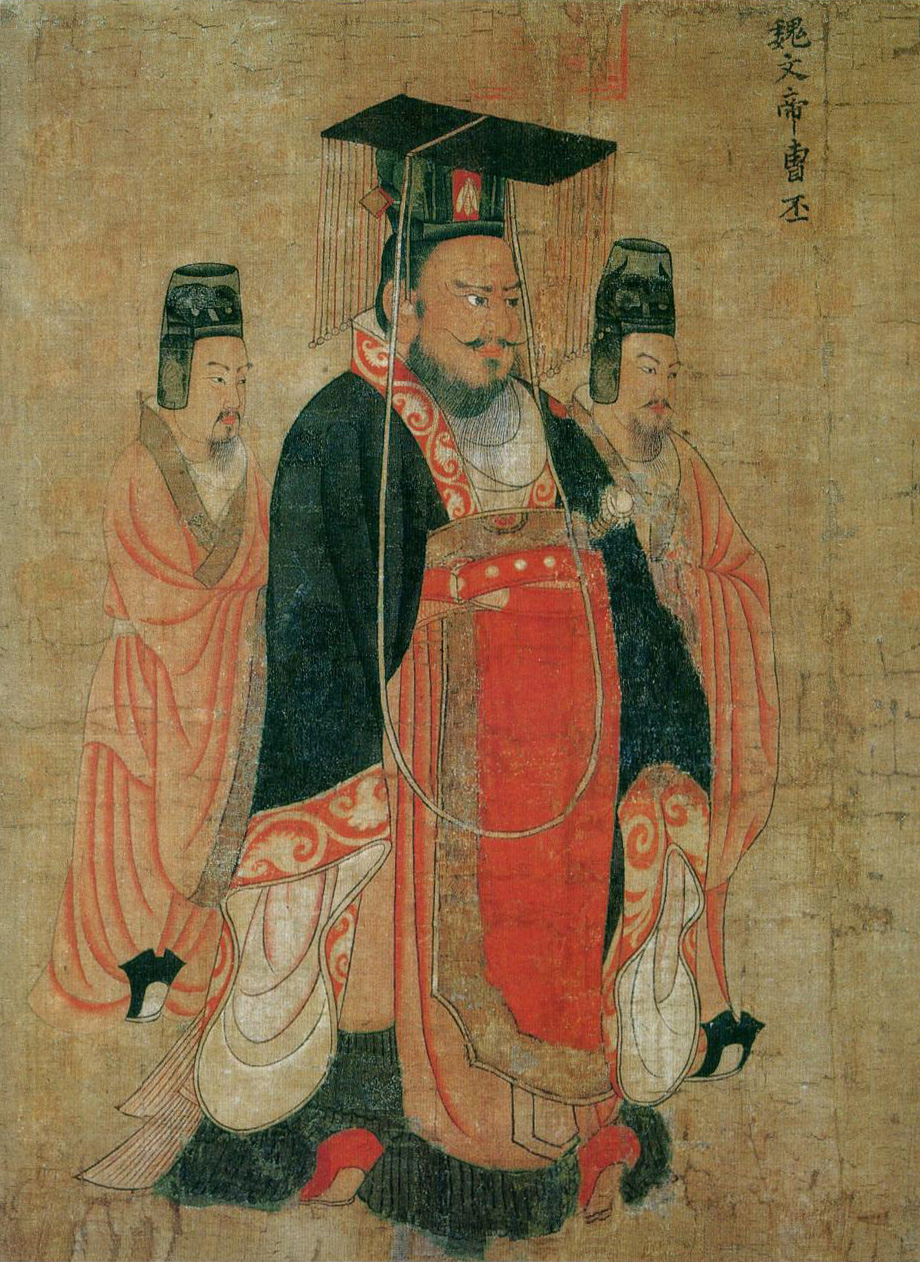
Cao Pi

Cao Pi (Zihuan) (187 - 226) was een Chinees politicus en veldheer in Wei. Hij was de zoon van Cao Cao, de man van Zhen Ji en de vader van Cao Rui. Hij was de eerste keizer van de Wei-dynastie.

## Politieke en militaire loopbaan
Cao Pi was, als zoon van de eerste minister van Han, een belangrijk persoon. In plaats van te studeren of het leger in te gaan, woonde hij politieke vergaderingen van zijn vader altijd bij. Toen hij volwassen was geworden, werd hij generaal, voornamelijk met de taak de hoofdstad Xuchang te verdedigen.
Later, nadat Cao Cao in 216 Koning van Wei was geworden en feitelijk de plaats van de machteloze Han-keizer had ingenomen, werd Cao Pi eerste minister in 217. Bovendien werd hij, na enig twijfelen van zijn vader, benoemd tot erfprins.
In 220 stierf Cao Cao, zodat Cao Pi de machtigste man werd in het rijk. Hij dwong de laatste Han-keizer Xian tot aftreden, waarmee hij de Han-dynastie beëindigde. Daarvoor in de plaats stichtte hij het Wei-rijk.

## Cao Pi, Keizer van Wei
Cao Pi regeerde als Keizer Wen van Wei (Wei Wendi) van 220 tot zijn dood in 226. Hij stond bekend als wreed, maar heeft noordelijk China veel welvaart gebracht tijdens zijn bewind. Tweemaal viel hij Wu binnen, zonder succes. Ook voerde hij oorlog met Shu.
Na zijn dood volgde zijn zoon Cao Rui hem op als keizer van Wei.

## Gedicht (fragment)
Geen titel

In het Noordwesten drijft een wolk,

Zich hoog verheffend als een wagenhuif.

Helaas de tijd betoont hem ongunstig:

Hij wordt door wervelwinden overvallen:

  'Ze blazen me naar het zuidoosten heen:

Steeds verder gaand bereik ik Wu en Gui!

Maar Wu en Gui zijn niet mijn vaderland -

Hoe zou ik lang hier kunnen blijven talmen?'

..........................................

........................................